# National Hockey League All-Star Game
Il National Hockey League All-Star Game, spesso contratto in NHL All-Star Game è uno degli eventi più importanti della stagione dell'National Hockey League.
Si tratta di un week end, in genere nel mese di febbraio, in cui le gare della stagione regolare NHL vengono sospese per dar luogo ad eventi spettacolari, che culminano con una sfida tra due squadre composte da una selezione dei migliori giocatori della Eastern Conference e della Western Conference votati dal pubblico e dalla NHL. Nell'All-Star Game hanno giocato tutti i migliori giocatori della storia della NHL.
Il primo All-Star Game si tenne a Toronto nel 1947, cambiando poi sede ogni anno.

## I giocatori
All-Star è la definizione che viene data a tutti i giocatori della NHL che, tramite votazione popolare, vengono scelti per partecipare all'All-Star Game. Durante i primi mesi della stagione regolare, gli appassionati da tutto il mondo della NHL, possono votare i migliori giocatori che secondo loro meritano di partecipare alla partita delle stelle. Una volta terminata la votazione, per ognuna delle due squadre, vengono scelti i 6 giocatori più votati che andranno a comporre il sestetto iniziale (3 attaccanti, 2 difensori ed 1 portiere), mentre i restanti giocatori selezionati comporranno le panchine.

## Storia
Inizialmente, l'All-Star Game veniva giocato tra la squadra che aveva vinto la Stanley Cup nell'anno precedente ed una squadra composta dei migliori giocatori delle rimanenti 5 squadre. A seguito dell'espansione del 1967, l'All-Star game cambiò formula, e ben presto si assestò nella formula Eastern Conference (Wales Conference) vs. Western Conference (Campbell Conference). Tra il 1998 ed il 2002 ci fu un temporaneo cambiamento nel formato, e l'All-Star Game si disputò tra giocatori di provenienza nordamericana (Canada e USA) e giocatori provenienti dal resto del mondo. Dal 2003 venne reintrodotta la sfida East vs. West.

## Risultati dell'All-Star Game
OT = Over Time (Tempi supplementari), SO = Shoot Out
| Anno | Risultato                                                                                | Squadra Ospitante                                                                        | MVP                                                                                      |
| ---- | ---------------------------------------------------------------------------------------- | ---------------------------------------------------------------------------------------- | ---------------------------------------------------------------------------------------- |
| 1947 | NHL 4, Toronto 3                                                                         | Toronto Maple Leafs                                                                      | -                                                                                        |
| 1948 | NHL 3, Toronto 1                                                                         | Chicago Black Hawks                                                                      | -                                                                                        |
| 1949 | NHL 3, Toronto 1                                                                         | Toronto Maple Leafs                                                                      | -                                                                                        |
| 1950 | Detroit 7, NHL 1                                                                         | Detroit Red Wings                                                                        | -                                                                                        |
| 1951 | Prima squadra 2, Seconda squadra 2                                                       | Toronto Maple Leafs                                                                      | -                                                                                        |
| 1952 | Prima squadra 1, Seconda squadra 1                                                       | Detroit Red Wings                                                                        | -                                                                                        |
| 1953 | NHL 3, Montréal 1                                                                        | Montréal Canadiens                                                                       | -                                                                                        |
| 1954 | NHL 2, Detroit 2                                                                         | Detroit Red Wings                                                                        | -                                                                                        |
| 1955 | Detroit 2, NHL 1                                                                         | Detroit Red Wings                                                                        | -                                                                                        |
| 1956 | NHL 1, Montréal 1                                                                        | Montréal Canadiens                                                                       | -                                                                                        |
| 1957 | NHL 5, Montréal 3                                                                        | Montréal Canadiens                                                                       | -                                                                                        |
| 1958 | Montréal 6, NHL 3                                                                        | Montréal Canadiens                                                                       | -                                                                                        |
| 1959 | Montreal 6, NHL 1                                                                        | Montréal Canadiens                                                                       | -                                                                                        |
| 1960 | NHL 2, Montréal 1                                                                        | Montréal Canadiens                                                                       | -                                                                                        |
| 1961 | NHL 3, Chicago 1                                                                         | Chicago Black Hawks                                                                      | -                                                                                        |
| 1962 | Toronto 4, NHL 1                                                                         | Toronto Maple Leafs                                                                      | Eddie Shack, Toronto Maple Leafs                                                         |
| 1963 | NHL 3, Toronto 3                                                                         | Toronto Maple Leafs                                                                      | Frank Mahovlich, Toronto Maple Leafs                                                     |
| 1964 | NHL 3, Toronto 2                                                                         | Toronto Maple Leafs                                                                      | Jean Béliveau, Montréal Canadiens                                                        |
| 1965 | NHL 5, Montréal 2                                                                        | Montréal Canadiens                                                                       | Gordie Howe, Detroit Red Wings                                                           |
| 1966 | Non disputato per causa del cambio della data della partita                              | Non disputato per causa del cambio della data della partita                              | Non disputato per causa del cambio della data della partita                              |
| 1967 | Montréal 3, NHL 0                                                                        | Montréal Canadiens                                                                       | Henri Richard, Montréal Canadiens                                                        |
| 1968 | Toronto 4, NHL 3                                                                         | Toronto Maple Leafs                                                                      | Bruce Gamble, Toronto Maple Leafs                                                        |
| 1969 | East 3, West 3                                                                           | Montréal Canadiens                                                                       | Frank Mahovlich, Toronto Maple Leafs                                                     |
| 1970 | East 4, West 1                                                                           | St. Louis Blues                                                                          | Bobby Hull, Chicago Black Hawks                                                          |
| 1971 | West 2, East 1                                                                           | Boston Bruins                                                                            | Bobby Hull, Chicago Black Hawks                                                          |
| 1972 | East 3, West 2                                                                           | Minnesota North Stars                                                                    | Bobby Orr, Boston Bruins                                                                 |
| 1973 | East 5, West 4                                                                           | New York Rangers                                                                         | Greg Polis, Pittsburgh Penguins                                                          |
| 1974 | West 6, East 4                                                                           | Chicago Black Hawks                                                                      | Gary Unger, St. Louis Blues                                                              |
| 1975 | Wales 7, Campbell 1                                                                      | Montréal Canadiens                                                                       | Syl Apps, Jr., Pittsburgh Penguins                                                       |
| 1976 | Wales 7, Campbell 5                                                                      | Philadelphia Flyers                                                                      | Peter Mahovlich, Montréal Canadiens                                                      |
| 1977 | Wales 4, Campbell 3                                                                      | Vancouver Canucks                                                                        | Rick Martin, Buffalo Sabres                                                              |
| 1978 | Wales 3, Campbell 2 (OT)                                                                 | Buffalo Sabres                                                                           | Billy Smith, New York Islanders                                                          |
| 1979 | Non disputato per causa del Challenge Cup 1979 fra gli NHL All-Star e l'Unione Sovietica | Non disputato per causa del Challenge Cup 1979 fra gli NHL All-Star e l'Unione Sovietica | Non disputato per causa del Challenge Cup 1979 fra gli NHL All-Star e l'Unione Sovietica |
| 1980 | Wales 6, Campbell 3                                                                      | Detroit Red Wings                                                                        | Reggie Leach, Philadelphia Flyers                                                        |
| 1981 | Campbell 4, Wales 1                                                                      | Los Angeles Kings                                                                        | Mike Liut, St. Louis Blues                                                               |
| 1982 | Wales 4, Campbell 2                                                                      | Washington Capitals                                                                      | Mike Bossy, New York Islanders                                                           |
| 1983 | Campbell 9, Wales 3                                                                      | New York Islanders                                                                       | Wayne Gretzky, Edmonton Oilers                                                           |
| 1984 | Wales 7, Campbell 6                                                                      | New Jersey Devils                                                                        | Don Maloney, New York Rangers                                                            |
| 1985 | Wales 6, Campbell 4                                                                      | Calgary Flames                                                                           | Mario Lemieux, Pittsburgh Penguins                                                       |
| 1986 | Wales 4, Campbell 3 (OT)                                                                 | Hartford Whalers                                                                         | Grant Fuhr, Edmonton Oilers                                                              |
| 1987 | Non disputato per causa di Rendez-Vous '87 fra gli NHL All-Star e l'Unione Sovietica     | Non disputato per causa di Rendez-Vous '87 fra gli NHL All-Star e l'Unione Sovietica     | Non disputato per causa di Rendez-Vous '87 fra gli NHL All-Star e l'Unione Sovietica     |
| 1988 | Wales 6, Campbell 5 (OT)                                                                 | St. Louis Blues                                                                          | Mario Lemieux, Pittsburgh Penguins                                                       |
| 1989 | Campbell 9, Wales 5                                                                      | Edmonton Oilers                                                                          | Wayne Gretzky, Edmonton Oilers                                                           |
| 1990 | Wales 12, Campbell 7                                                                     | Pittsburgh Penguins                                                                      | Mario Lemieux, Pittsburgh                                                                |
| 1991 | Campbell 11, Wales 5                                                                     | Chicago Blackhawks                                                                       | Vincent Damphousse, Toronto Maple Leafs                                                  |
| 1992 | Campbell 10, Wales 6                                                                     | Philadelphia Flyers                                                                      | Brett Hull, St. Louis Blues                                                              |
| 1993 | Wales 16, Campbell 6                                                                     | Montréal Canadiens                                                                       | Mike Gartner, New York Rangers                                                           |
| 1994 | East 9, West 8                                                                           | New York Rangers                                                                         | Mike Richter, New York Rangers                                                           |
| 1995 | Non disputato a causa del lockout NHL                                                    | Non disputato a causa del lockout NHL                                                    | Non disputato a causa del lockout NHL                                                    |
| 1996 | East 5, West 4                                                                           | Boston Bruins                                                                            | Ray Bourque, Boston Bruins                                                               |
| 1997 | East 11, West 7                                                                          | San Jose Sharks                                                                          | Mark Recchi, Montréal Canadiens                                                          |
| 1998 | Nord America 8, Resto del Mondo 7                                                        | Vancouver Canucks                                                                        | Teemu Selänne, Mighty Ducks di Anaheim                                                   |
| 1999 | Nord America 8, Resto del Mondo 6                                                        | Tampa Bay Lightning                                                                      | Wayne Gretzky, New York Rangers                                                          |
| 2000 | Resto del Mondo 9, Nord America 4                                                        | Toronto Maple Leafs                                                                      | Pavel Bure, Florida Panthers                                                             |
| 2001 | Nord America 14, Resto del Mondo 12                                                      | Colorado Avalanche                                                                       | Bill Guerin, Boston Bruins                                                               |
| 2002 | Resto del Mondo 8, Nord America 5                                                        | Los Angeles Kings                                                                        | Eric Daze, Chicago Blackhawks                                                            |
| 2003 | West 6, East 5 (SO)                                                                      | Florida Panthers                                                                         | Dany Heatley, Atlanta Thrashers                                                          |
| 2004 | East 6, West 4                                                                           | Minnesota Wild                                                                           | Joe Sakic, Colorado Avalanche                                                            |
| 2005 | Non disputato a causa del lockout NHL                                                    | Non disputato a causa del lockout NHL                                                    | Non disputato a causa del lockout NHL                                                    |
| 2006 | Non disputato per causa dei XX Giochi olimpici invernali                                 | Non disputato per causa dei XX Giochi olimpici invernali                                 | Non disputato per causa dei XX Giochi olimpici invernali                                 |
| 2007 | West 12, East 9                                                                          | Dallas Stars                                                                             | Daniel Brière, Buffalo Sabres                                                            |
| 2008 | East 8 , West 7                                                                          | Atlanta Thrashers                                                                        | Eric Staal, Carolina Hurricanes                                                          |
| 2009 | East 12, West 11 (SO)                                                                    | Montréal Canadiens                                                                       | Aleksei Kovalev, Montréal Canadiens                                                      |
| 2010 | Non disputato per causa dei XXI Giochi olimpici invernali                                | Non disputato per causa dei XXI Giochi olimpici invernali                                | Non disputato per causa dei XXI Giochi olimpici invernali                                |
| 2011 | Squadra Lidström 11, Squadra Staal 10                                                    | Carolina Hurricanes                                                                      | Patrick Sharp, Squadra Staal (Chicago Blackhawks)                                        |
| 2012 | Squadra Chára 12, Squadra Alfredsson 9                                                   | Ottawa Senators                                                                          | Marián Gáborík, Squadra Chára (New York Rangers)                                         |
| 2013 | Non disputato a causa del lockout NHL                                                    | Non disputato a causa del lockout NHL                                                    | Non disputato a causa del lockout NHL                                                    |
| 2014 | Non disputato per causa dei XXII Giochi olimpici invernali                               | Non disputato per causa dei XXII Giochi olimpici invernali                               | Non disputato per causa dei XXII Giochi olimpici invernali                               |
| 2015 | Squadra Toews 17, Squadra Foligno 12                                                     | Columbus Blue Jackets                                                                    | Ryan Johansen, Squadra Foligno (Columbus Blue Jackets)                                   |
| 2016 | Squadra Pacific, Squadre Atlantic, Metropolitan e Central                                | Nashville Predators                                                                      | John Scott                                                                               |